# Chess Informant
Chess Informant (Šahovski Informator) é uma editora que periodicamente publica um livro de mesmo nome, como também a The Encyclopaedia of Chess Openings, Encyclopaedia of Chess Endings, Opening Monographs, outras publicações, softwares (incluindo versões eletrônicas de suas publicações). Foi fundada por Aleksandar Matanović e Milivoje Molerović em 1966 com o propósito de prover acesso as informações enxadrísticas disponíveis pelos enxadristas soviéticos. A companhia já vendeu mais de três milhões de livros em 150 países.
Chess Informant publicou dois periódicos por ano de 1966 a 1990 e desde então tem publicado três periódicos.  Cada um oferece centenas de jogos de grandes mestres, muitos anotados pelos próprios. Desde a edição Chess Informant 5 uma seção com problemas de combinações foi incluída e recentemente uma seção com finais também.